# Jules-Arsène Garnier
Pour les articles homonymes, voir Garnier.
Jules-Arsène Garnier, né le 22 janvier 1847 à Paris et mort dans la même ville le 25 décembre 1889, est un peintre, illustrateur et graveur français.

## Biographie
Jules-Arsène Garnier est le frère aîné de Pauline Delacroix-Garnier (1859-1912), à qui il apprendra à peindre des aquarelles.
D'abord élève de l'École supérieure des beaux-arts de Toulouse, il intègre l'atelier de Jean-Léon Gérôme à l'École des beaux-arts de Paris. Il débute au Salon de 1869 sous le nom de « Jules Garnier », avec une huile sur toile intitulée Baigneuse, salon où il expose régulièrement jusqu'en 1889.

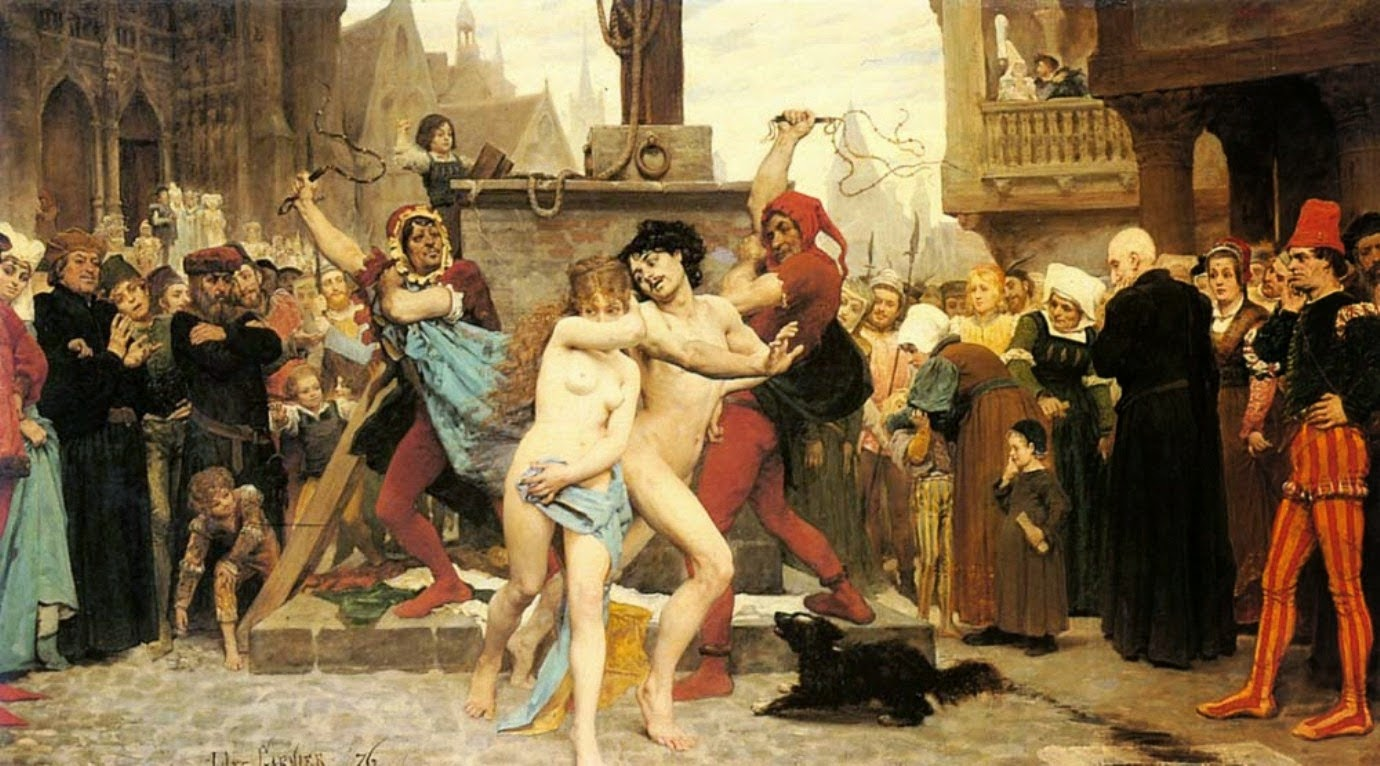
Le Supplice des adultères (Salon de 1876), localisation inconnue.

Il est l'auteur de scènes de genres médiévales et anecdotiques, comme Le Supplice des adultères qu'il envoie au Salon de 1876 (localisation inconnue).
En 1880, les directeurs de la société néerlandaise dite Société du Panorama, J. Hartsen et Léon Wertheim, commandent à Jules-Arsène Garnier le Panorama de la Bataille de Montretout, qui mesure 40 mètres de circonférence. À cette fin, Garnier recrute des proches et des anciens élèves de Tony Robert-Fleury : son beau-frère Édouard Debat-Ponsan, Henry-Eugène Delacroix et Gaston Marquet. Le travail est livré début novembre 1881 et inauguré le 11 à Amsterdam. En décembre suivant, cette même société commande un nouveau panorama à la même équipe de peintres, le Panorama de Constantinople qui doit figurer à l'Exposition coloniale internationale de 1883 à Amsterdam. Pour se documenter, Garnier part à Constantinople puis s'installe avec ses collègues dans le village de Klampenborg, près de Copenhague, pour peindre la toile qui est livrée le 13 mai 1883.
Jules-Arsène Garnier est l'auteur de 160 compositions illustrant l’œuvre de Rabelais. Exposées en Angleterre en 1890, elles furent saisies comme « attentatoires à la morale », épisode que rappelle une affiche d'Albert Guillaume : Exposition de l’œuvre de Rabelais par Jules Garnier à la Splendide Taverne.

## Collections publiques
- Dijon, musée des Beaux-Arts : L’Épave (Salon de 1873), huile sur toile[10].
- Seuilly, musée Rabelais : Le Procès de Panurge (vers 1870), huile sur toile. D'après Pantagruel, chapitre 17.
- Versailles, musée de l'Histoire de France : Thiers proclamé “Libérateur du Territoire”, le 16 juin 1877, 1878, huile sur toile[11].

## Estampes et livres illustrés
- Les dix dizaines des cent nouvelles, avec notice, notes et glossaire par Paul Lacroix, dessins gravés, Paris, D. Jouaust - Librairie des bibliophiles, 1874.
- Hugues Le Roux, Le Frère lai, dessins, Paris, Librairie moderne, 1888.
- Hugues Le Roux, Les jeux du cirque et la vie foraine, dessin, Paris, Plon et Nourrit, 1889.
- La Canne des Indes, 1889, gravure d'après un tableau d'Alphonse Lamotte[12].

Œuvres de Jules-Arsène Garnier
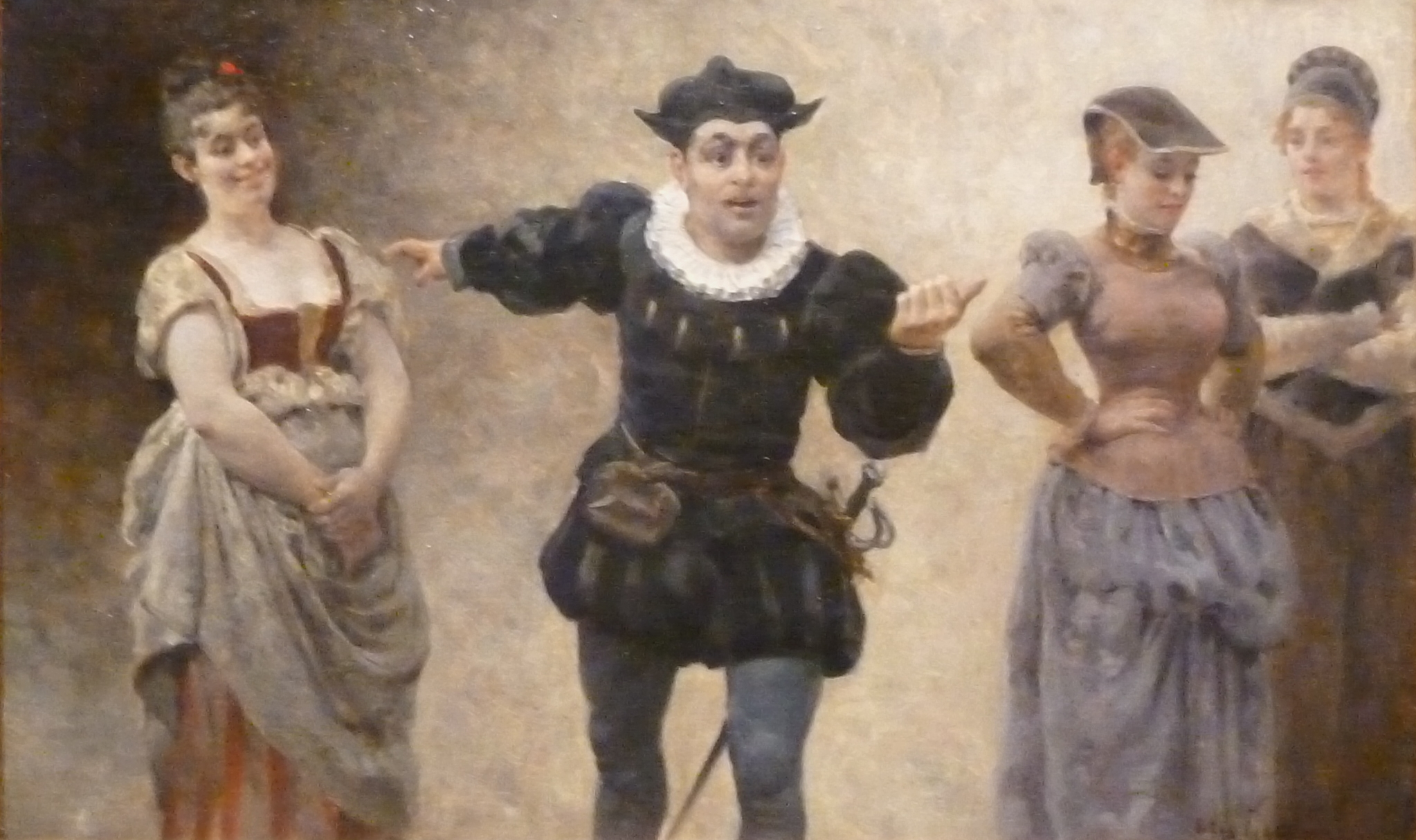
Le Procès de Panurge (vers 1870), Seuilly, musée Rabelais.
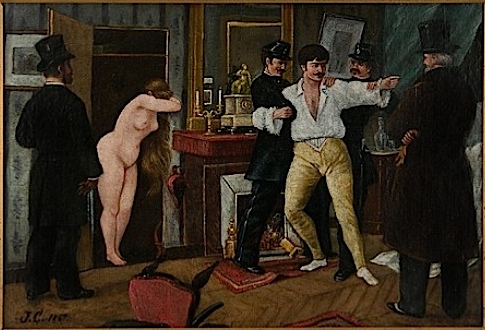
Le Flagrant délit (1876), Tarnów[13].
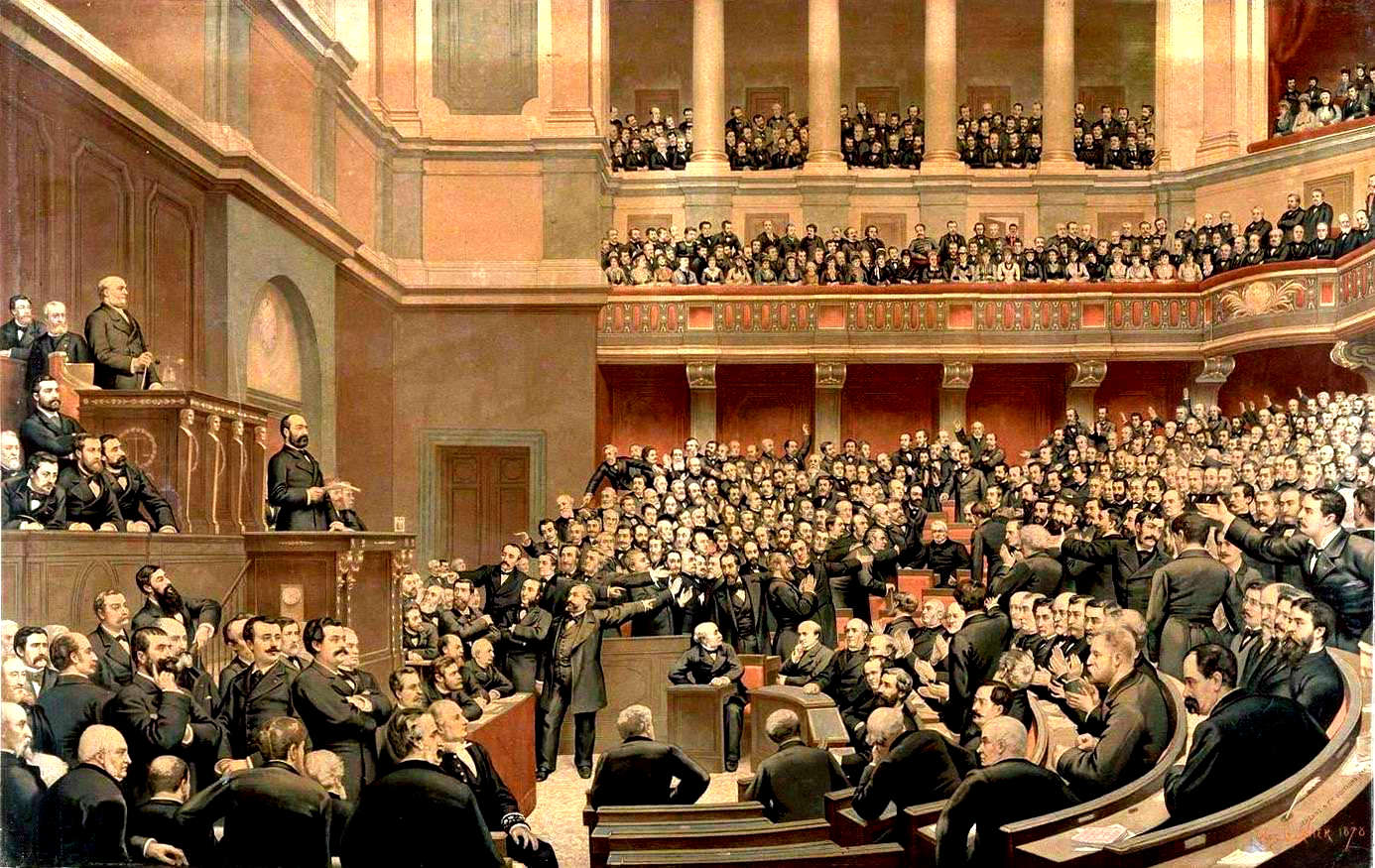
Thiers proclamé “Libérateur du Territoire”, le 16 juin 1877 (1878), Versailles, musée de l'Histoire de France.
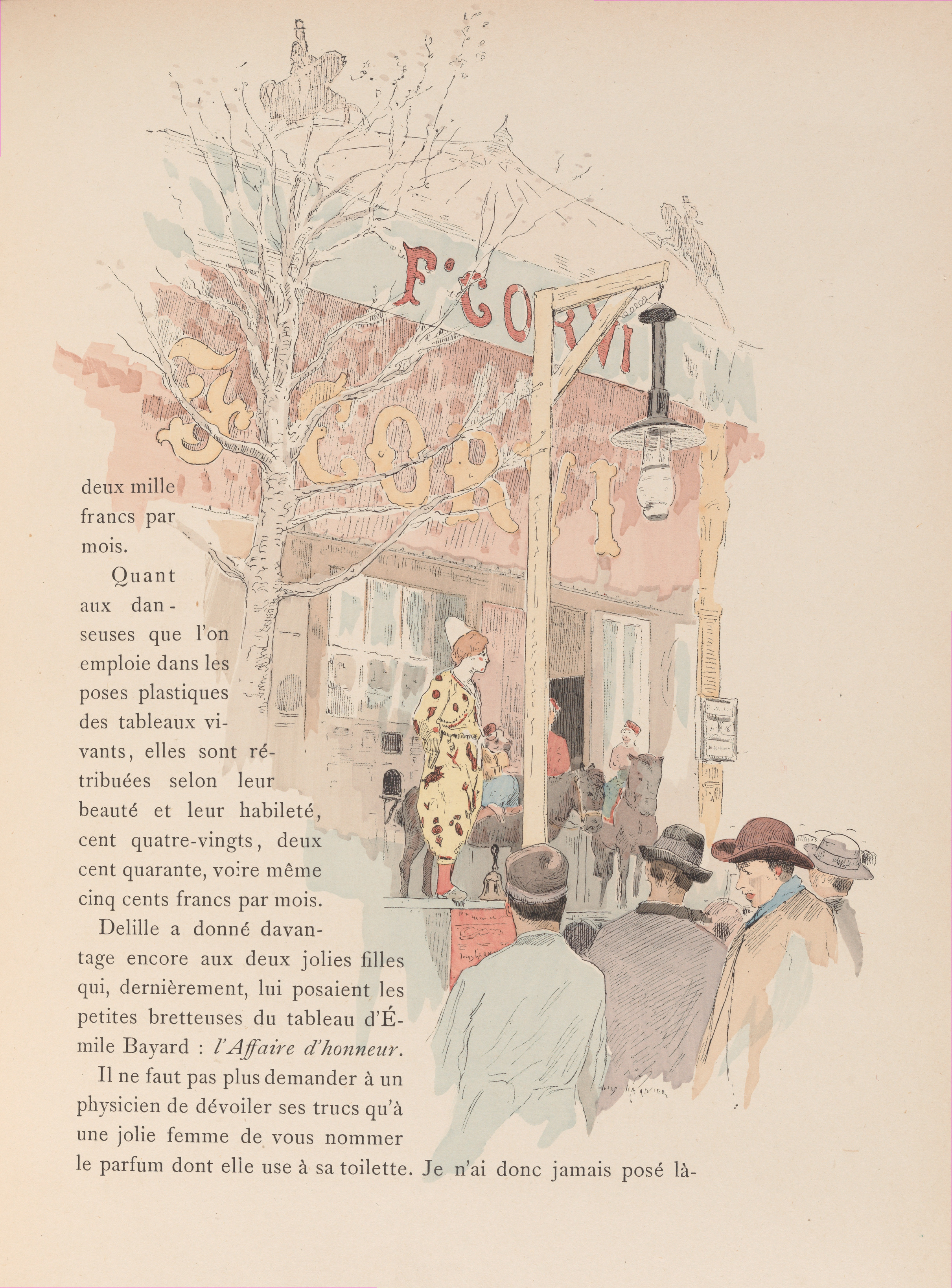
Illustration pour Les jeux du cirque et la vie foraine d'Hugues Le Roux (1889).